# Il nido del drago
Il nido del drago (Dragon's Nest) è un romanzo fantasy per ragazzi della scrittrice australiana Jennifer Rowe. Come per altre opere per ragazzi di Rowe, il libro è stato pubblicato dalla scrittrice sotto lo pseudonimo di Emily Rodda, è il primo numero della serie Il segreto di Deltora (Deltora Quest 3). Le illustrazioni sono fatte da Michelangelo Miani.

## Personaggi
- Lief: Il giovane Re, figlio di Endon
- Jasmine: Figlia di Destino
- Destino(Jarred): Amico del padre di Lief
- Barda: Aiutante di Lief, ex guardia di palazzo
- Kree: Corvo di Jasmine
- Filli: Animale con pelliccia, portato con sé sempre da Jasmine
- Rolf: Capricorno (metà uomo meta stambecco)
- Il Signore dell'Ombra: Il nemico del Regno di Deltora

## Trama
Dopo molte avventure contro il male, Lief divenuto Re di Deltora e i suoi amici, ora hanno un nuovo compito, quello di trovare e sconfiggere quattro sorelle malvagie che sono nascoste dal Signore dell'Ombra nel Regno di Deltora. Il loro compito in questo primo libro è quello di sconfiggere la cattiva sorella di Levante grazie all'aiuto del Drago del rubino. A questo punto Lief e i suoi amici partono, grazie all'aiuto di una mappa, alla ricerca del nido del Drago per risvegliarlo dal suo lungo sonno durato secoli. Un'avventura mozzafiato tra le distese di foreste di un regno incantato sta per incominciare. Ora a Lief non resta che trovare il drago e distruggere la perfida strega di Levante.

## Edizioni
- Rodda Emily, Il nido del drago, collana Il battello a vapore, traduzione di Giancarlo Carlotti, Piemme, 2005,  pp. 203, cap. 19, ISBN 88-384-6862-1.